# Улица Латышских Стрелков (Санкт-Петербург)
Улица Латы́шских Стрелко́в — улица в Невском районе Санкт-Петербурга. Проходит от Российского проспекта до Зольной улицы. Со стороны Зольной улицы выходит к Ладожскому вокзалу, а на восток продолжается Товарищеским проспектом.
Улица получила своё название в честь красных латышских стрелков.

## Примечательные объекты

### Квартал «Ладожский парк»[1][2]
«Ладожский парк» — строящийся жилой квартал, расположен на пересечении улицы Латышских Стрелков с улицей Кржижановского.
Застройщиком проекта «Ладожский парк» является московская компания «Квартира.ру», которой планируется возвести около 300 000 квадратных метров жилья и социальной инфраструктуры: 15 жилых домов, школы, детские сады, спортивные сооружения, нежилые помещения, паркинги. Строительство квартала началось в 2006 году.
Изначально его развитие планировалось на собственные, банковские и привлеченные средства. Была разработана концепция привлечения средств граждан посредством ипотечного кредитования на привлекательных условиях, на момент внедрения проекта. Даже тот факт, что средства привлекались не по договорам долевого участия, а по предварительным (ничтожным) договорам, никого не смущал в силу низкой стоимости предлагаемого жилья. Однако в связи с финансовыми проблемами застройщика и наступившим экономическим кризисом темпы строительства были резко снижены. В итоге всё пошло по вялотекущему сценарию «обозначения» строительства. Лишь огромная сила воли граждан, их настойчивые обращения ко всем структурам власти надзорных органов позволили сдвинуть этот процесс с мёртвой точки. Процесс завершения строительства пошёл и идёт до сих пор. Данный объект находится на постоянном контроле у вице-губернатора СПб Филимонова Р. Е., с которым инициативные граждане встречаются до сих пор весьма регулярно.

### «Курган»
На территории, ограниченной улицей Латышских Стрелков, рекой Оккервиль, Российским проспектом и немного не доходящей до улицы Ворошилова, расположен поросший травой и кустарником холм. Это законсервированный и засыпанный землёй бывший полигон ТБО «Яблоновская свалка», называемый местными жителями «курганом».
В 2003 году на территории муниципального образования № 57, на территории которого расположена улица Латышских Стрелков, было проведено обследование почв на предмет их загрязнения приоритетными органическими токсикантами. В частности была обследована и территория бывшей «Яблоновской свалки». В ходе обследования на данной территории было обнаружено превышение ПДК для почвы по бенз(а)пирену (до 10ПДК в восточной части зоны локализации свалочных масс), по ДДТ, незначительный по площади участок с превышением ПДК по ПХБ. Участков с превышением ПДК по нефтепродуктам не обнаружено.
Также была произведена статистическая оценка риска здоровью населения от загрязнения почв. Статистический анализ был направлен на установление возможной зависимости заболеваемости от степени загрязнённости почв. В качестве данных по заболеваемости была взята заболеваемость различными группами болезней по медицинским участкам детских поликлиник за 10 лет. Влияние бывшей «Яблоновской свалки» на риск здоровью населения установлено не было. Тем не менее, для большей надёжности анализа были сопоставлены средние показатели заболеваемости по медицинским участкам, непосредственно примыкающим к «Яблоновской свалке» и по незначительно удалённым от неё. На участках, расположенных в непосредственной близости от свалки заболеваемость и риск здоровью оказались несколько выше, однако разница в значениях не превысила 5 %, что в данном случае не выходит за границы статистической погрешности.
В целом, по итогам данной работы по «Яблоновской свалке» были сделаны следующие выводы:

В случае интенсивного воздействия Яблоновской свалки на здоровье населения зона повышенного риска здоровью должна была бы вытягиваться от свалки в юго-восточном направлении, а на самом деле <…> она располагается к северу (и даже — северо-западу). Данный факт указывает на вероятное воздействие пром. зоны, располагающейся в районе станции Дача Долгорукова, а не свалки. Во всяком случае, её воздействие не превышает воздействие пром. зон и не является первоочередной проблемой для Невского района.
— 
Тем не менее, в 2014 году часть кургана, примыкающая к Российскому проспекту, была срыта, и к осени 2016 года на этом месте было возведено здание спортивной базы хоккейного клуба СКА.
Часть кургана занимает Яблоновский сад.

### Промзона
От пересечения с улицей Ворошилова до Зольной улица проходит по территории промзоны. В этой части улицы расположены, в частности, склады ЗАО «Машоптторг» и Исправительная колония № 7 (т. н. «Яблоновская зона»).

## Реконструкция
В 2007 году была проведена реконструкция улицы. До реконструкции улица представляла собой два не соединённых друг с другом участка. От Российского проспекта улица проходила только до улицы Кржижановского, а со стороны Зольной улицы заканчивалась тупиком примерно в том месте, где сейчас она пересекает улицу Ворошилова. В ходе реконструкции оба участка были соединены.

## Транспорт
- Метро — «Проспект Большевиков», «Ладожская»

- Социальные автобусные маршруты: 161,169.

## Пересекает следующие улицы
- Товарищеский проспект
- Российский проспект
- улица Кржижановского
- улица Ворошилова
- Зольная улица